# 乙弗皇后
乙弗皇后（おつふつこうごう、510年 - 540年）は、西魏の文帝元宝炬の最初の皇后。孝文帝の外孫。本貫は河南郡洛陽県。

## 経歴
北魏の西兗州刺史の乙弗瑗と淮陽長公主（孝文帝の四女）のあいだの娘として生まれた。幼くして容姿と挙措が美しく、父母に「かくのごとき者は、実に男に勝らん」と評された。16歳のとき、従兄弟にあたる元宝炬にとついで正室となった。男女12人を生んだが、多くは夭折し、元欽（のちの廃帝）と元戊（のちの武都王）のみが成長した。
535年（大統元年）1月、文帝が即位すると、乙弗氏は皇后に立てられた。ときに西魏は東魏との戦いに専念するために、北方の柔然を懐柔する必要に迫られ、文帝は柔然の阿那瓌の娘の郁久閭氏と婚姻することを決めた。538年（大統4年）、文帝が郁久閭氏を迎えると、乙弗皇后は退位して別宮に移り、出家して尼となった。それでもなお皇后郁久閭氏の猜疑が止まなかったため、子の武都王元戊の任地である秦州に移り住んだ。540年（大統6年）春、皇后郁久閭氏が死去すると、柔然の阿那瓌は娘が殺害されたものとみなし、兵を挙げて西魏に進攻した。文帝は「百万の衆を一女子のために挙げるのか」と言って、中常侍の曹寵を乙弗氏のもとに派遣して自殺を命じた。乙弗氏は2子に遺言を残し、侍婢数十人を手ずから落髪させて出家させると、自室で死去した。享年は31。諡は文皇后といった。廃帝のとき、永陵に合葬された。

## 伝記資料
- 『北史』巻13 列伝第1